# Våmhus landsfiskalsdistrikt
Våmhus landsfiskalsdistrikt var 1918–1941 ett landsfiskalsdistrikt i Kopparbergs län, bildat när Sveriges indelning i landsfiskalsdistrikt trädde i kraft den 1 januari 1918, enligt beslut den 7 september 1917. Landsfiskalsdistriktet avskaffades den 1 oktober 1941 (genom kungörelsen 28 juni 1941) när Sverige fick en ny indelning av landsfiskalsdistrikt. Dess ingående områden överfördes till Orsa landsfiskalsdistrikt, förutom den förutvarande länsdelen av Lillhärdals landskommun, som överfördes till Svegs landsfiskalsdistrikt.
Landsfiskalsdistriktet låg under länsstyrelsen i Kopparbergs län.

## Ingående områden

### Från 1918
- Förutvarande länsdelen av Lillhärdals landskommun.[2]
- Del av Mora landskommun: Bonäs by.[2]
- Våmhus landskommun